# Hendrik Merkus de Kock
Hendrik Merkus de Kock (Heusden, 25 de mayo de 1779-La Haya, 12 de abril de 1845) fue un general, ministro y senador neerlandés.
Nació el 25 de mayo de 1779 en Heusden, en las Provincias Unidas de los Países Bajos. Su padre era Johannes Conradus de Kock, un banquero, y su madre era Maria Petronella Merkus.
En 1801 se unió a la armada bátava, y por 1807 fue enviado a las Indias Orientales Neerlandesas. En 1821 comandó una expedición militar a Palembang para reprimir un levantamiento local. Más tarde, como teniente gobernador general (1826-1830), De Kock encabezó una contienda contra el príncipe Diponegoro en la Guerra de Java.
El triunfante comandante fue declarado barón en 1835, y sirvió en el gobierno holandés como ministro de Asuntos Exteriores de 1836 a 1841. Fue ministro de Estado de 1841 a 1845. Siguió siendo miembro de la Primera Sala del parlamento hasta su muerte. Falleció en La Haya, el 12 de abril de 1845.

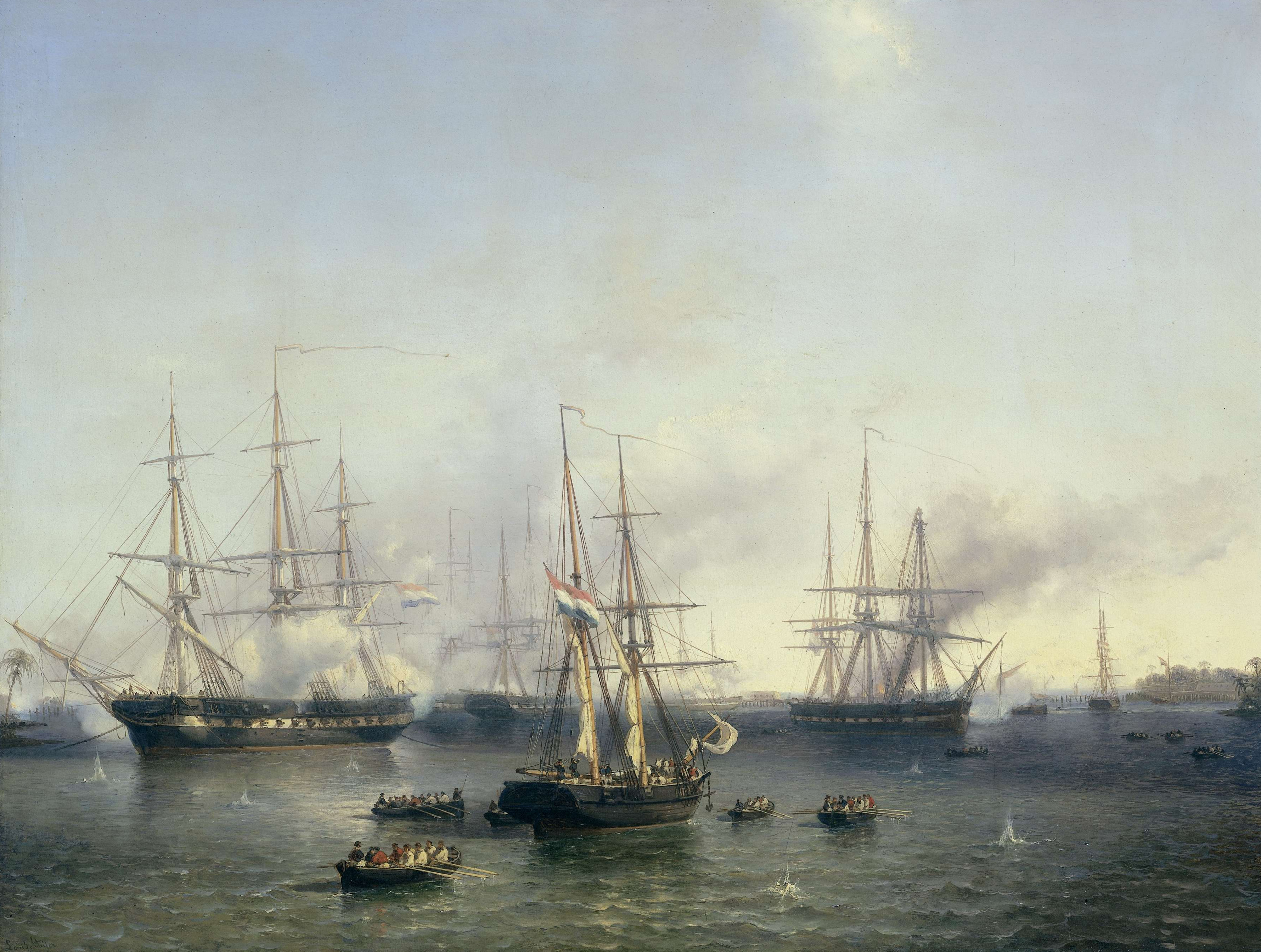
La flota de Kock conquistando Palembang en 1821, por Louis Meijer.
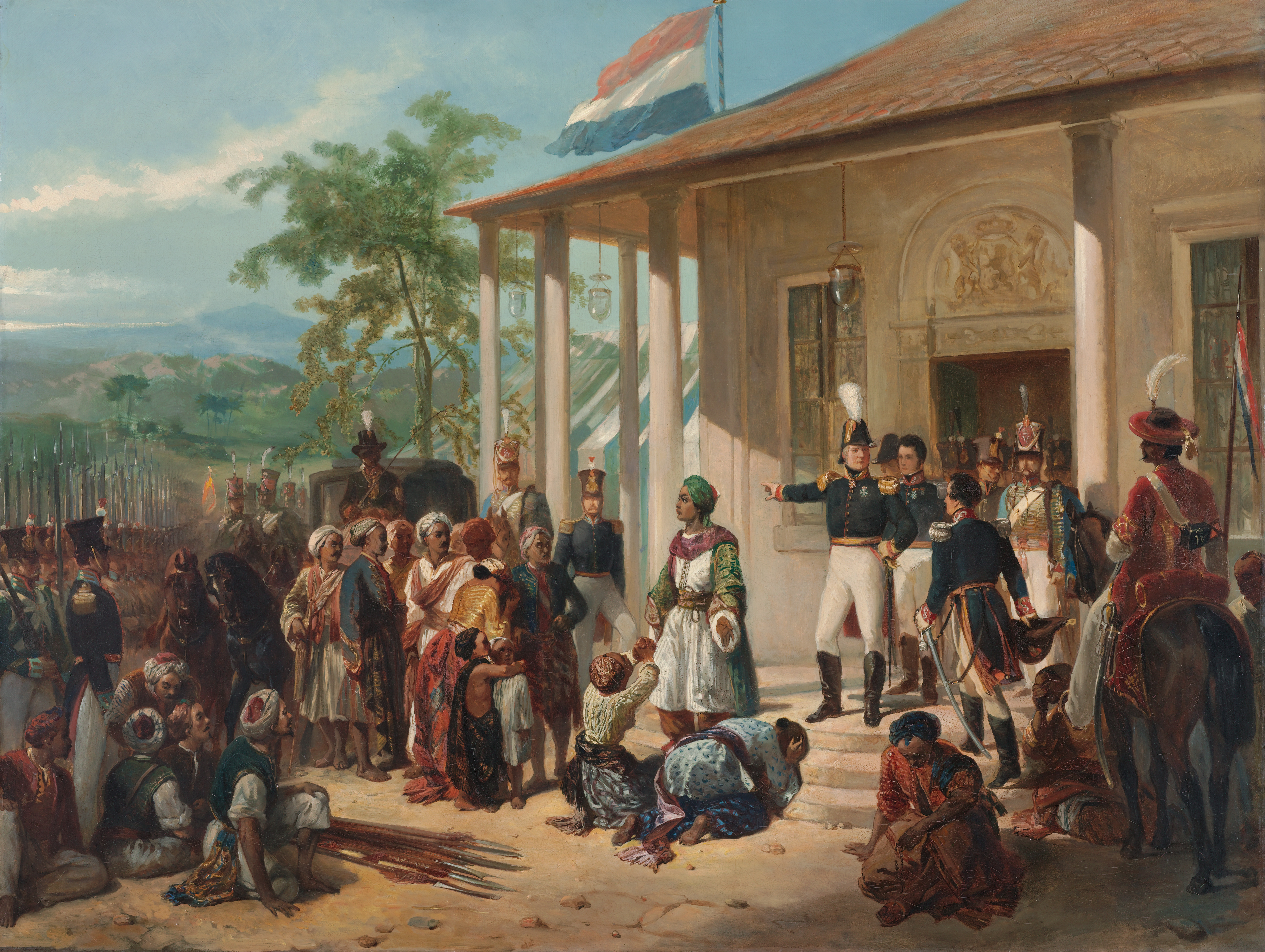
La rendición del príncipe Diponegoro ante el general De Kock (1830), por Nicolaas Pieneman.

## Honores
- Caballero de la Orden de la Unión (1807).[1]
- Comandante en la Orden de la Unión (1808).[1]
- Comandante en la Orden de la Reunión (1812).[1]
- Caballero 3ª clase de la Orden Militar de Guillermo (1815).[1]
- Comandante de la Orden Militar de Guillermo (1821).[1]
- Gran Cruz de la Orden Militar de Guillermo (1830).[1]
- Gran Cruz de la Orden del León holandés (1841).[1]